# ウェル・ウェル・ウェル
「ウェル・ウェル・ウェル」(Well Well Well) は、ジョン・レノンの楽曲。1970年発表のアルバム『ジョンの魂』に収録されている。

## 概要
この曲の歌詞は、レノンと妻のオノ・ヨーコの日常生活のありふれた出来事を描写している。
また、歌詞の中にヨーコに対する「She looked so beautiful I could eat her.」(彼女はとても美しく見えた、僕は彼女を食べることが出来た)という一説があるが、音楽評論家のウィルフリッド・メラーズは、この一説を『カニバリズム』と解釈しているが、評論家のジョニー・ロージャンは単なるオーラルセックスを示しているのではないかと解釈している。

## レコーディング
レコーディングに参加したリンゴ・スターによると、レノンらはリー・ドーシーの楽曲「Everything I Do Gonh Be Funky (From Now On)」を100回演奏し、この曲の雰囲気を掴もうとしたという。
また、本曲にはマラカスが入った別バージョンが存在したが、こちらは2021年に発売された『ジョンの魂 アルティメイト・コレクション』のDisc3「The Element Mixes」に収録されている。

## その他のバージョン
1972年8月30日にマディソン・スクエア・ガーデンで行われた知的障害を持つ子供のためのチャリティー・コンサート『ワン・トゥ・ワン・コンサート』にて、本曲が初めて披露された。
この模様は1986年に発売されたライブ・アルバム『ライヴ・イン・ニューヨーク・シティ』、同名の映像作品に収録されている。
また、2004年に発売されたアルバム『ラヴ　～アコースティック・ジョン・レノン』に、本曲のアコースティック・ギターによる弾き語りバージョンが収録。
このバージョンでは、「She looked so beautiful I could weep」(彼女はとても美しく見えた、僕は排尿することが出来た)と歌っていたとされている。
本作と同年に発売されたアルバム『Yoko Ono/Plastic Ono Band』のボーナストラック「Something More Abstract」に本曲の一部が収録されているが、ヨーコがスターとフォアマンに「もっと抽象的に」と促し、ドラムスとベースを短く演奏している様子が収録されている。

## クレジット
- ジョン・レノン - リード・ボーカル、エレクトリック・ギター
- クラウス・フォアマン - ベース
- リンゴ・スター - ドラムス